# David Fleay Wildlife Park
Koordinaten: 28° 6′ 28″ S, 153° 26′ 38″ O

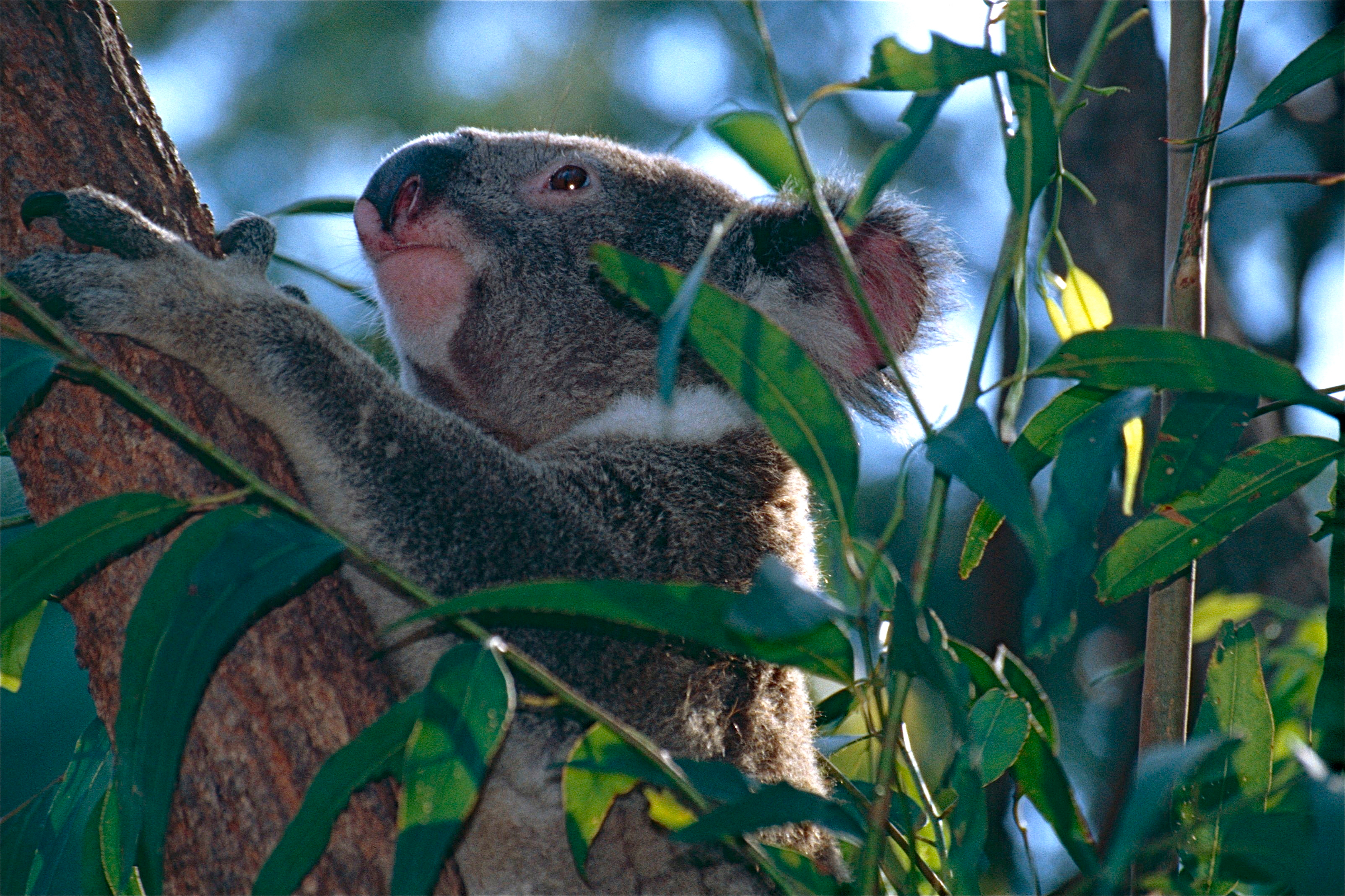
Koala

Der David Fleay Wildlife Park ist ein zooähnliches Wildtierreservat. Der Park liegt in der Stadt Burleigh Heads, die sich im lokalen Verwaltungsgebiet Gold Coast City im äußersten Südosten des australischen Bundesstaats Queensland befindet. Die nächstgelegene größere Stadt in einer Entfernung von rund 80 Kilometern in nordwestlicher Richtung ist Brisbane. Das Touristenzentrum Surfers Paradise am Pazifischen Ozean liegt etwa zwei Kilometer entfernt im Osten.

## Geschichte
Der Naturforscher David Fleay gründete 1952 einen Tierpark mit dem Ziel, australische Tierarten den Menschen näherzubringen und gefährdete Arten zu züchten. Beispielsweise war Fleay der Erste, der erfolgreich ein Schnabeltier (Ornithorhynchus anatinus) in Gefangenschaft züchtete. In den frühen 1980er Jahren verkaufte Fleay den Park an die Regierung von Queensland, die seine begonnene Arbeit von Forschung, Zucht und Bildung fortsetzte und weitere Tiere anschaffte. Das Gelände wurde in den David Fleay Wildlife Park und den Fleays Conservation Park aufgeteilt. Am 23. Februar 2001 wurde der David Fleay Wildlife Park in das Queensland Heritage Register aufgenommen.

## Anlagenkonzept
Der mit einer Fläche von rund 3,0 Hektar relativ kleine David Fleay Wildlife Park besteht aus mehreren Sektionen, die ausschließlich zu Fuß begangen werden können. Fahrzeuge, wie in größeren Safariparks üblich, sind nicht zugelassen. Das Gelände enthält verschiedene Freianlagen, die derart konzipiert sind, dass die Besucher den Tieren möglichst nahe kommen. Auf dem Gelände gibt es auch einen See sowie ein Haus für Schnabeltiere und ein Nachttierhaus. Dort sind u. a. die Dickschwänzige Schmalfußbeutelmaus (Sminthopsis crassicaudata), der Große Kaninchennasenbeutler (Macrotis lagotis), der Mahagoni-Gleithörnchenbeutler (Petaurus gracilis) und der Südliche Großflugbeutler (Petauroides volans) zu sehen.

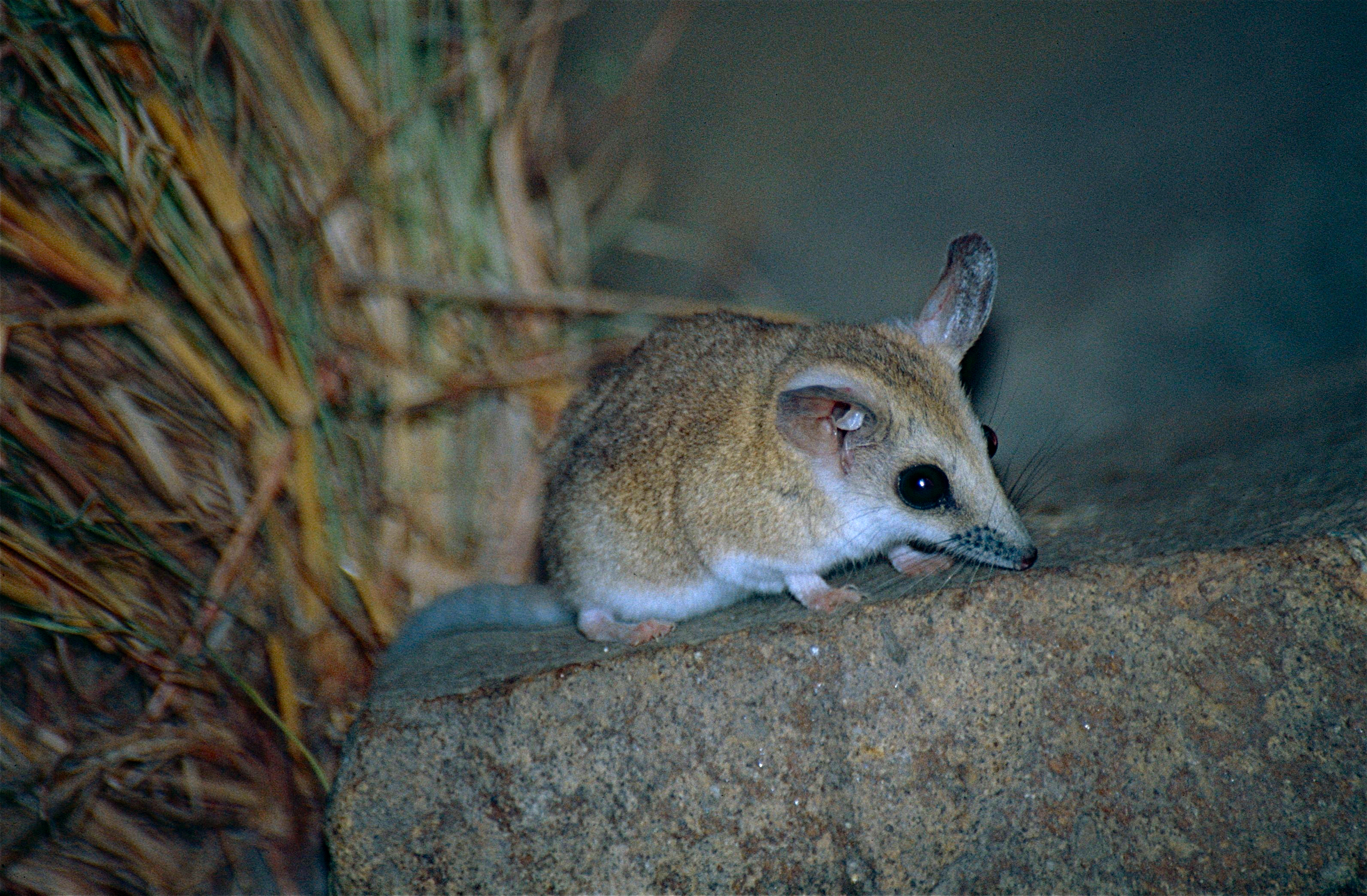
Dickschwänzige Schmalfußbeutelmaus
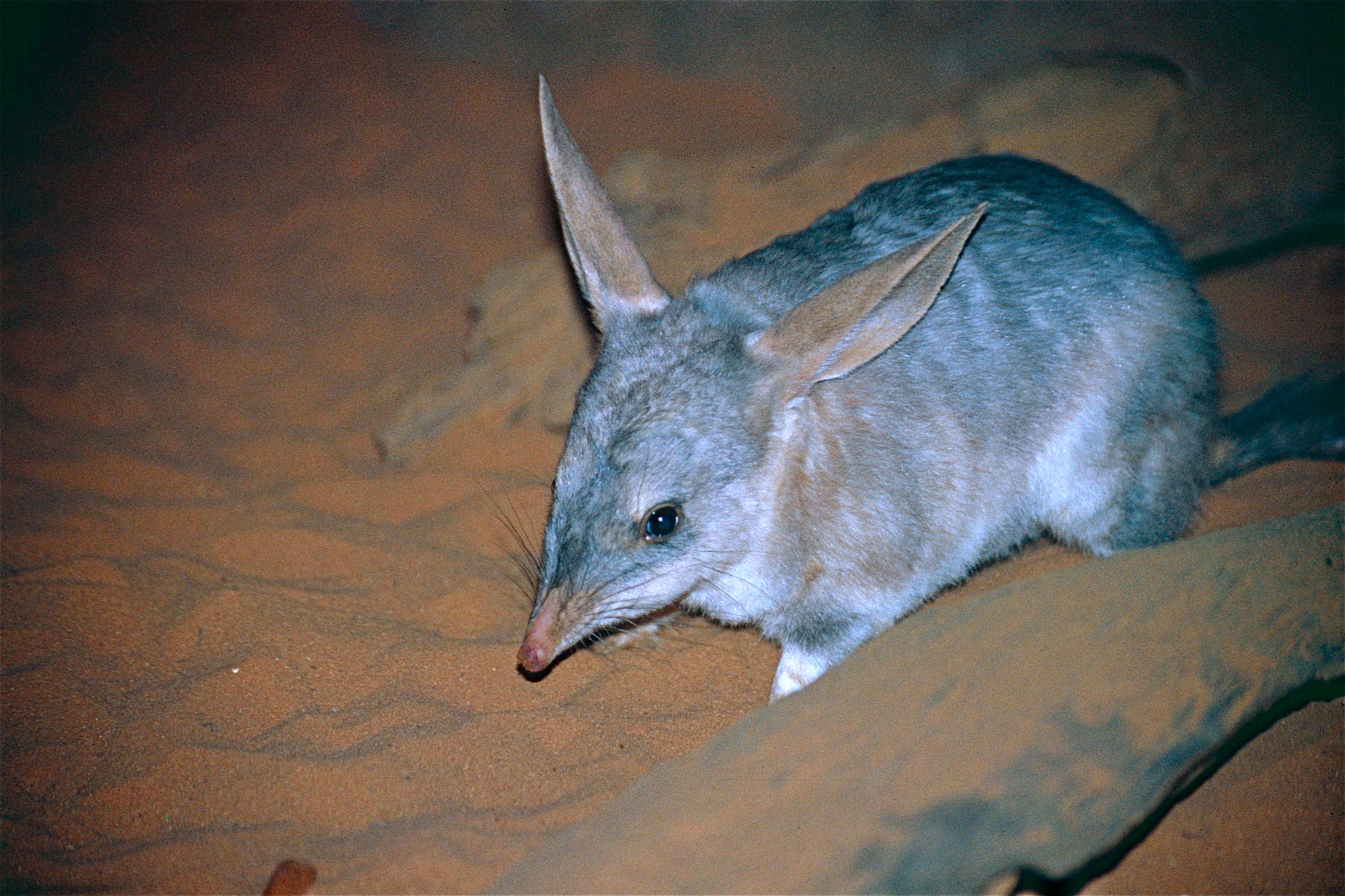
Großer Kaninchennasenbeutler
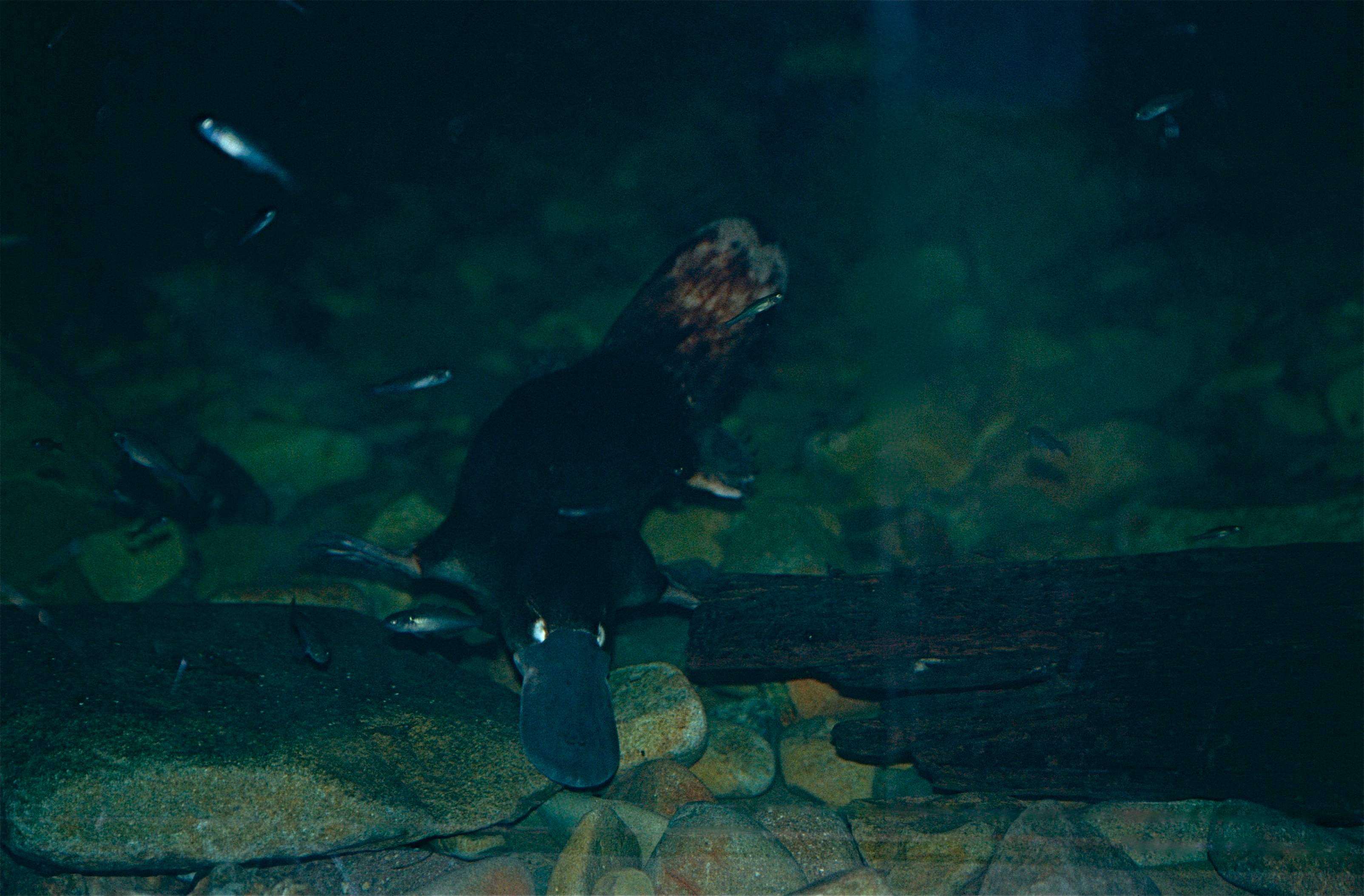
Schnabeltier

Von der Parkverwaltung wird auch auf eine botanische Ausrichtung des Geländes Wert gelegt. So sind beispielsweise ein Eukalyptus- und ein Palmenwäldchen, ein Mangroven-Ökosystem, ein kleiner Regenwald sowie spezielle Feuchtgebietsbepflanzungen angelegt. Gruppen von Kauri-Bäumen (Agathis) sind ebenfalls vorhanden.

## Besucherprogramme
Von den Rangern des Parks werden spezielle geführte Besichtigungstouren angeboten. Dabei werden auch Erklärungen zur Lebensweise der einzelnen Tierarten abgegeben. Diese finden zuweilen im Rahmen von Kindergeburtstagsfeiern statt, da es ein besonderes Anliegen des Parks ist, Kinder mit der heimischen Tierwelt vertraut zu machen. Den Besuchern wird außerdem eine Flugschau mit Raubvögeln (Rapaces) in einem kleinen Amphitheater oder die Fütterung von Krokodilen (Crocodylia) von einem Steg aus geboten.
Weitere Einrichtungen im David Fleay Wildlife Park sind ein Informationszentrum, eine Picknick- und Barbecuefläche, ein Café, ein Souvenirladen sowie ein Bootssteg für Kanufahrten.

## Arterhaltungs- und Schutzprogramme
Im David Fleay Wildlife Park werden verletzte oder verwaiste Tiere aufgenommen, gepflegt und (wenn möglich) an ihrem Fundort wieder ausgesetzt. Die Erhaltung, Zucht und Auswilderung bedrohter australischer Tierarten ist ein Hauptanliegen des Parks. Beispielsweise wird der seltene Richmond Birdwing Butterfly (Ornithoptera richmondia), ein Schmetterling aus der Familie der Ritterfalter (Papilionidae) regelmäßig gezüchtet und in die Freiheit entlassen.

## Tierbestand
Auf den Freianlagen werden in Australien heimische Säugetier-, Reptilien- und Vogelarten gehalten. Dazu zählen verschiedene Känguruarten (Macropodidae), beispielsweise Östliches Graues Riesenkänguru (Macropus giganteus), Rotes Riesenkänguru (Osphranter rufus), Kurznagelkänguru (Onychogalea fraenata), Sumpfwallaby (Wallabia bicolor), Rotbeinfilander (Thylogale stigmatica), Hübschgesichtwallaby (Notamacropus parryi) und Lumholtz-Baumkänguru (Dendrolagus lumholtzi). Außerdem werden Koalas (Phascolarctos cinereus) und Dingos (Canis lupus dingo) gehalten. Unter den Vogelarten befinden sich die folgenden in den Anlagen: Emus (Dromaius) und Kasuare (Casuarius) sowie einige in Wassernähe lebende Vogelarten, beispielsweise Weißwangenreiher (Egretta novaehollandiae), Brolgakranich (Antigone rubicunda), Riesenstorch (Ephippiorhynchus asiaticus), Molukkenibis (Threskiornis molucca), Hühnergans (Cereopsis novaehollandiae), Australische Kasarka (Tadorna tadornoides), Sichelpfeifgans (Dendrocygna eytoni), Spaltfußgans (Anseranas semipalmata), Schwarzschwan (Cygnus atratus), Austral-Schlangenhalsvogel (Anhinga novaehollandiae), Schwarzscharbe (Phalacrocorax sulcirostris), Brillenpelikan (Pelecanus conspicillatus) sowie Weißbauch-Seeadler (Haliaeetus leucogaster). Besichtigt werden können auch Spitzschopftaube (Ocyphaps lophotes), Lärmpitta (Pitta versicolor) und Eulenschwalm (Podargus strigoides).

## Galerie
Die folgende Bildreihe zeigt eine Auswahl von in Australien heimischen Säugetier- und Vogelarten aus dem Bestand des David Fleay Wildlife Parks.

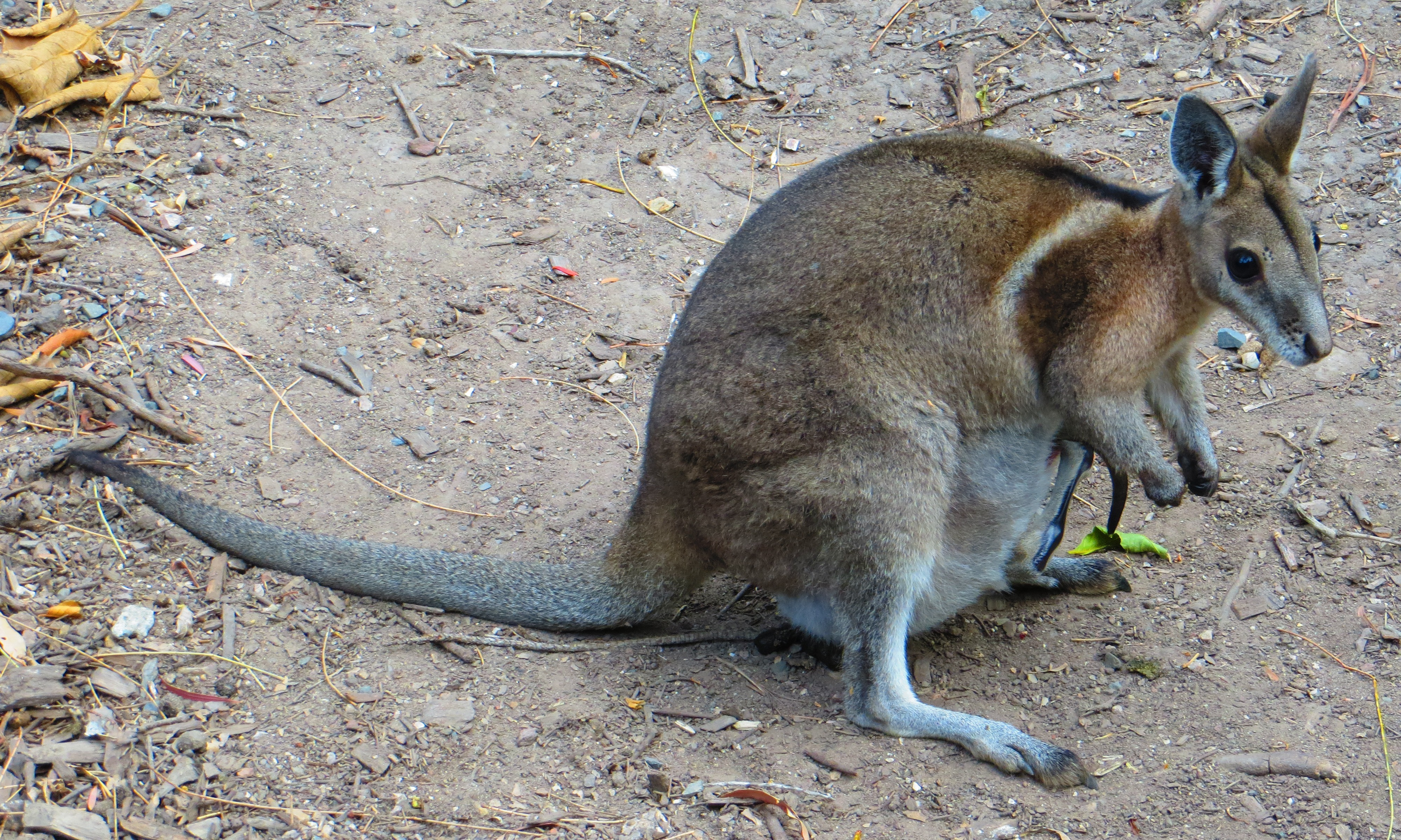
Kurznagelkänguru
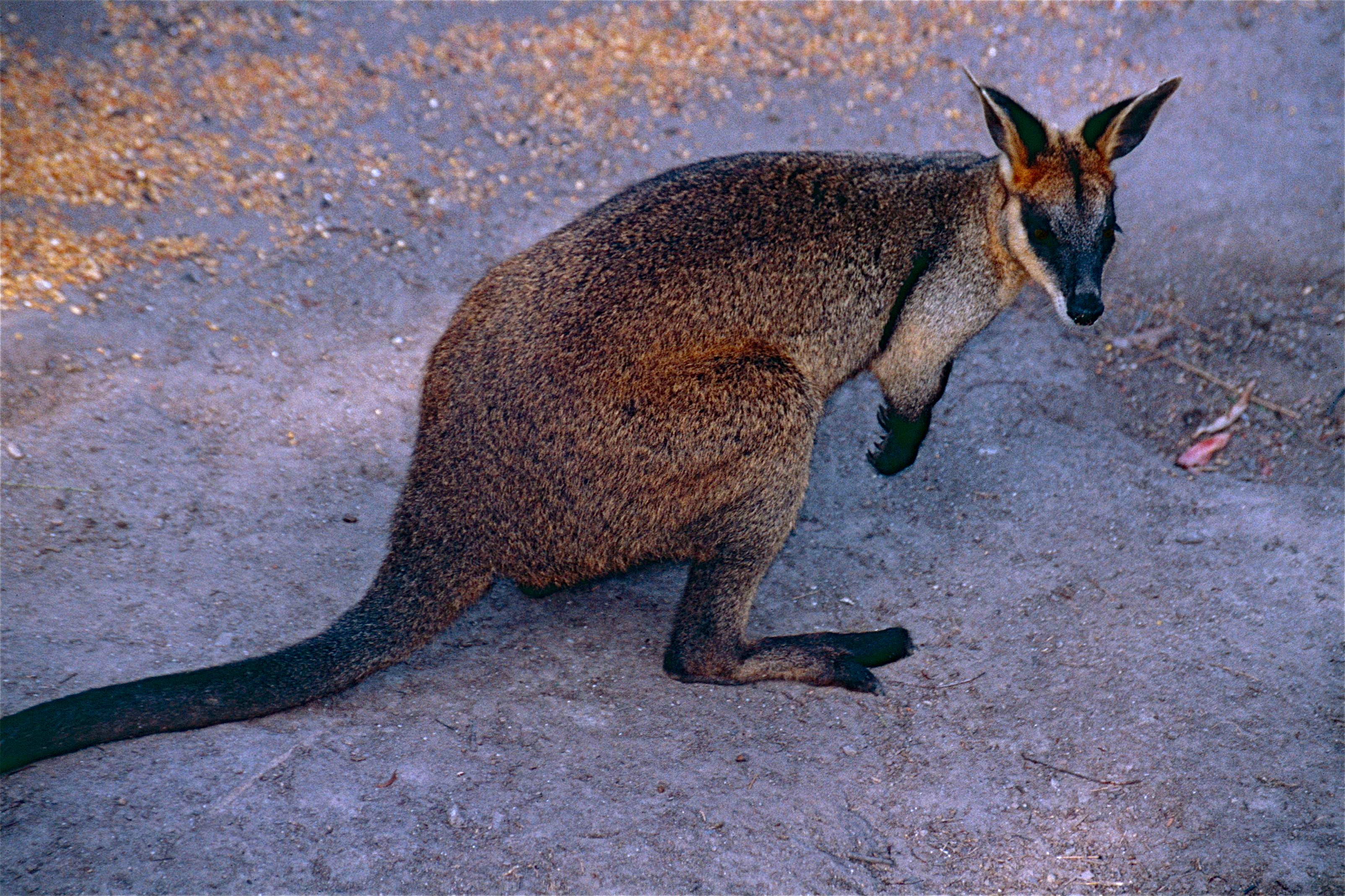
Sumpfwallaby
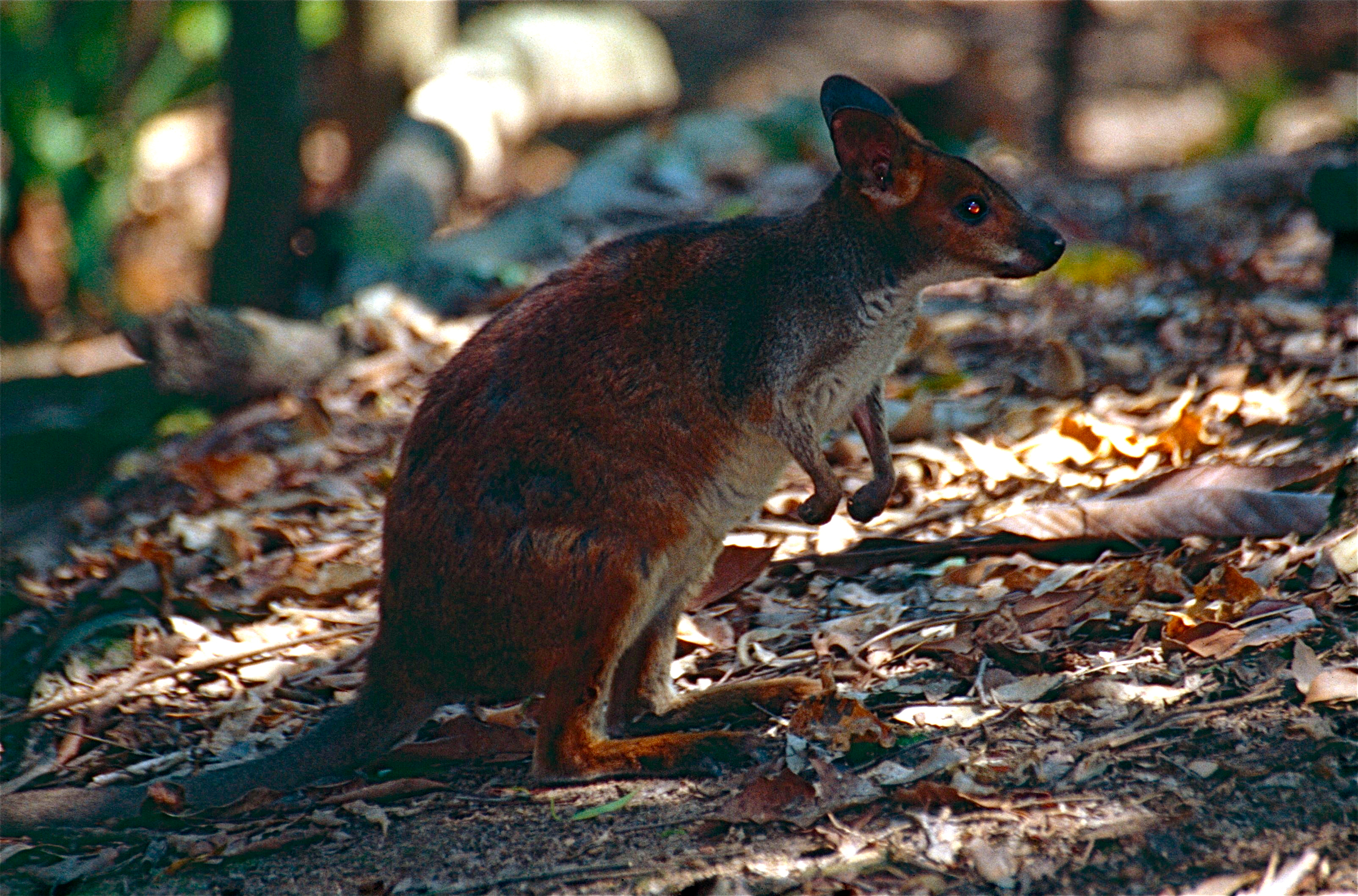
Rotbeinfilander
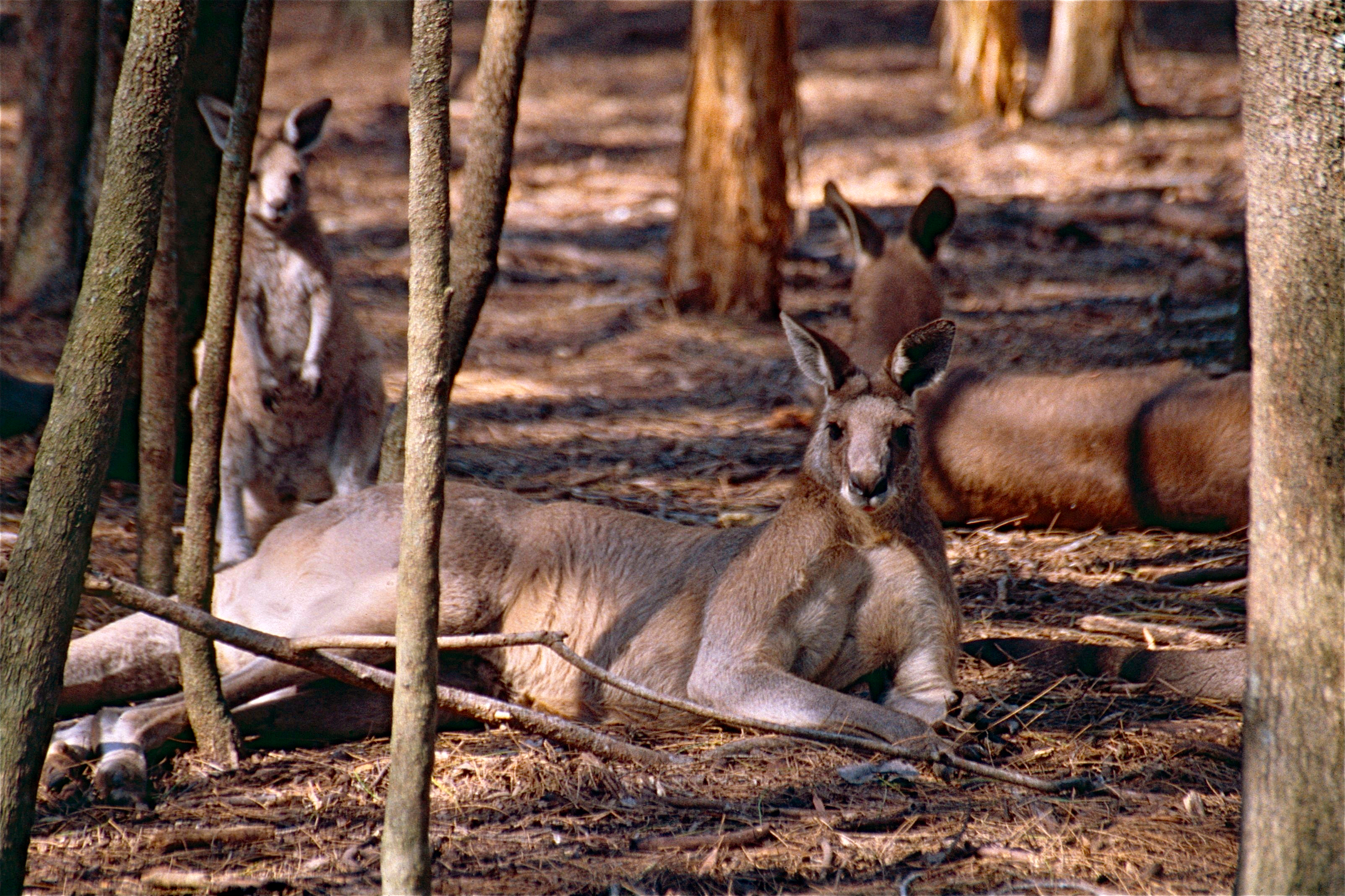
Östliches Graues Riesenkänguru
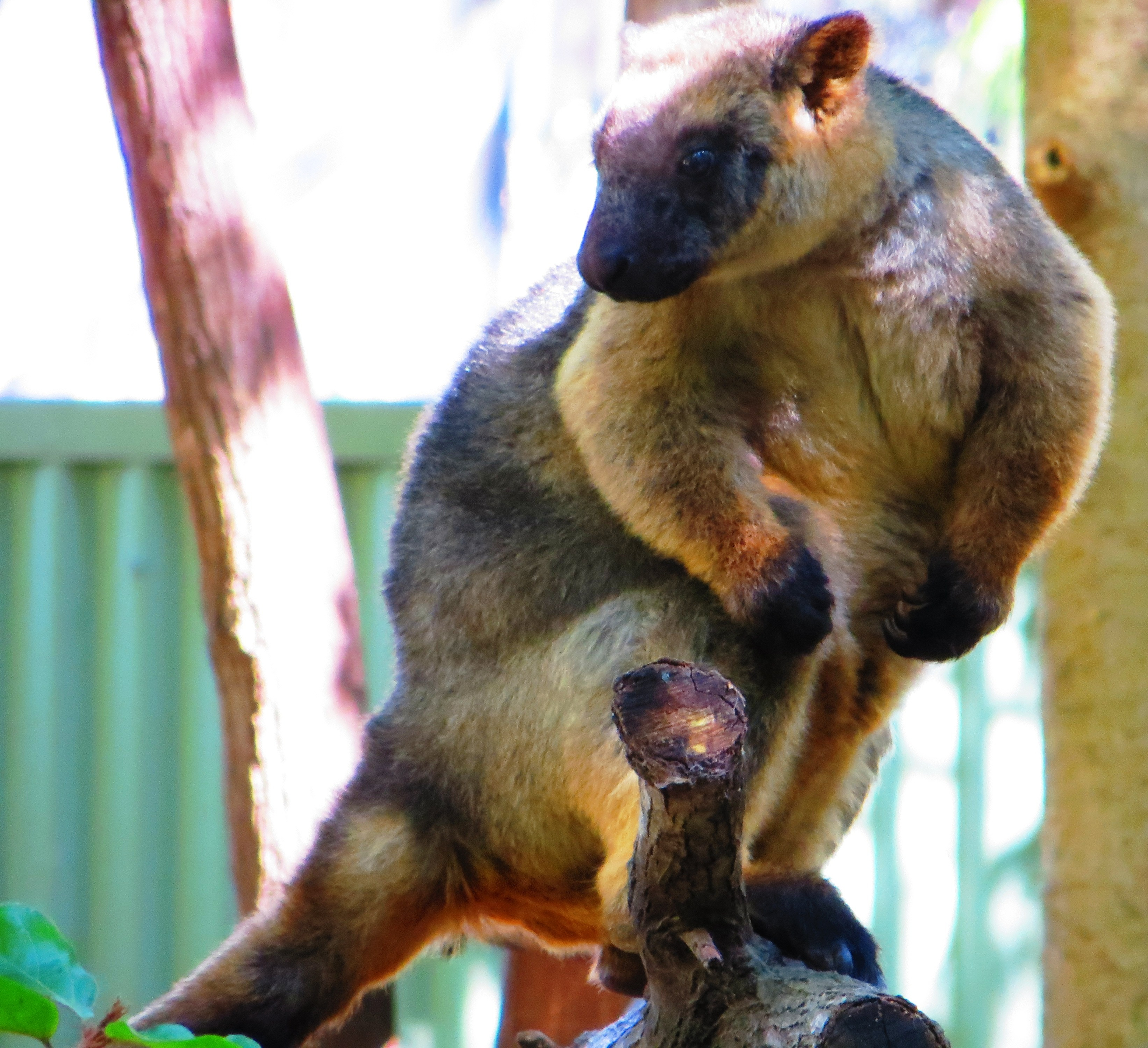
Lumholtz-Baumkänguru
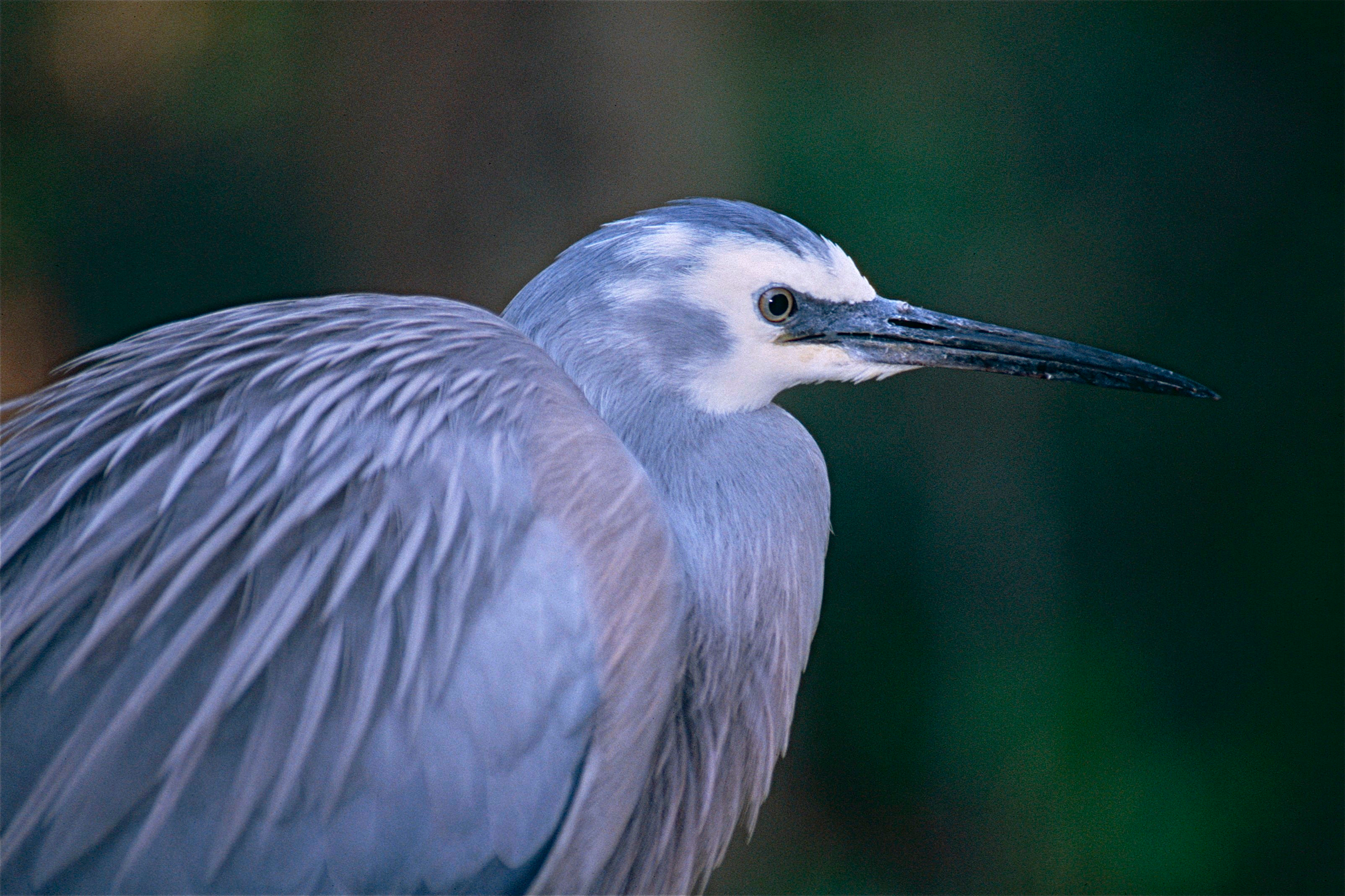
Weißwangenreiher
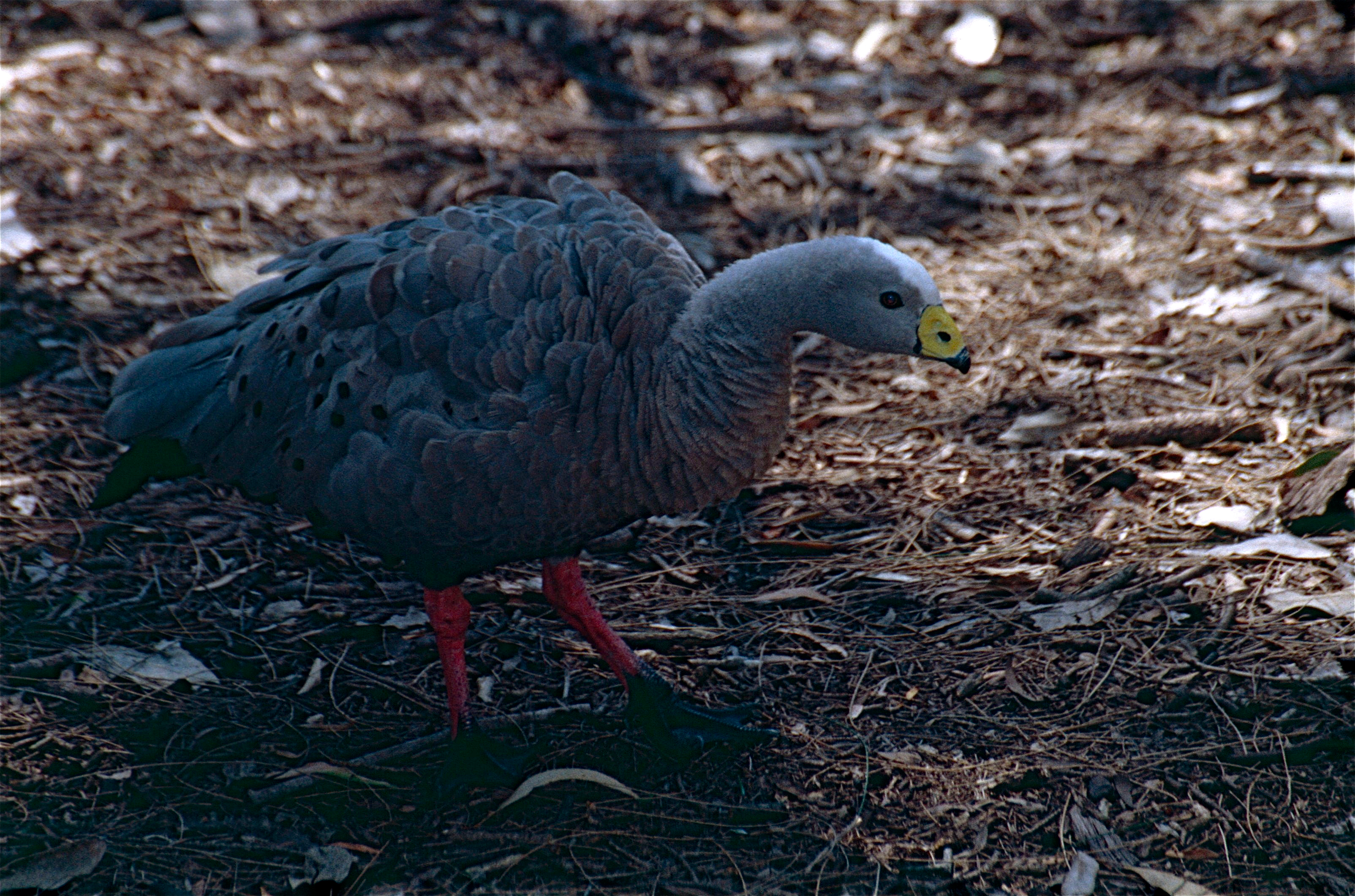
Hühnergans
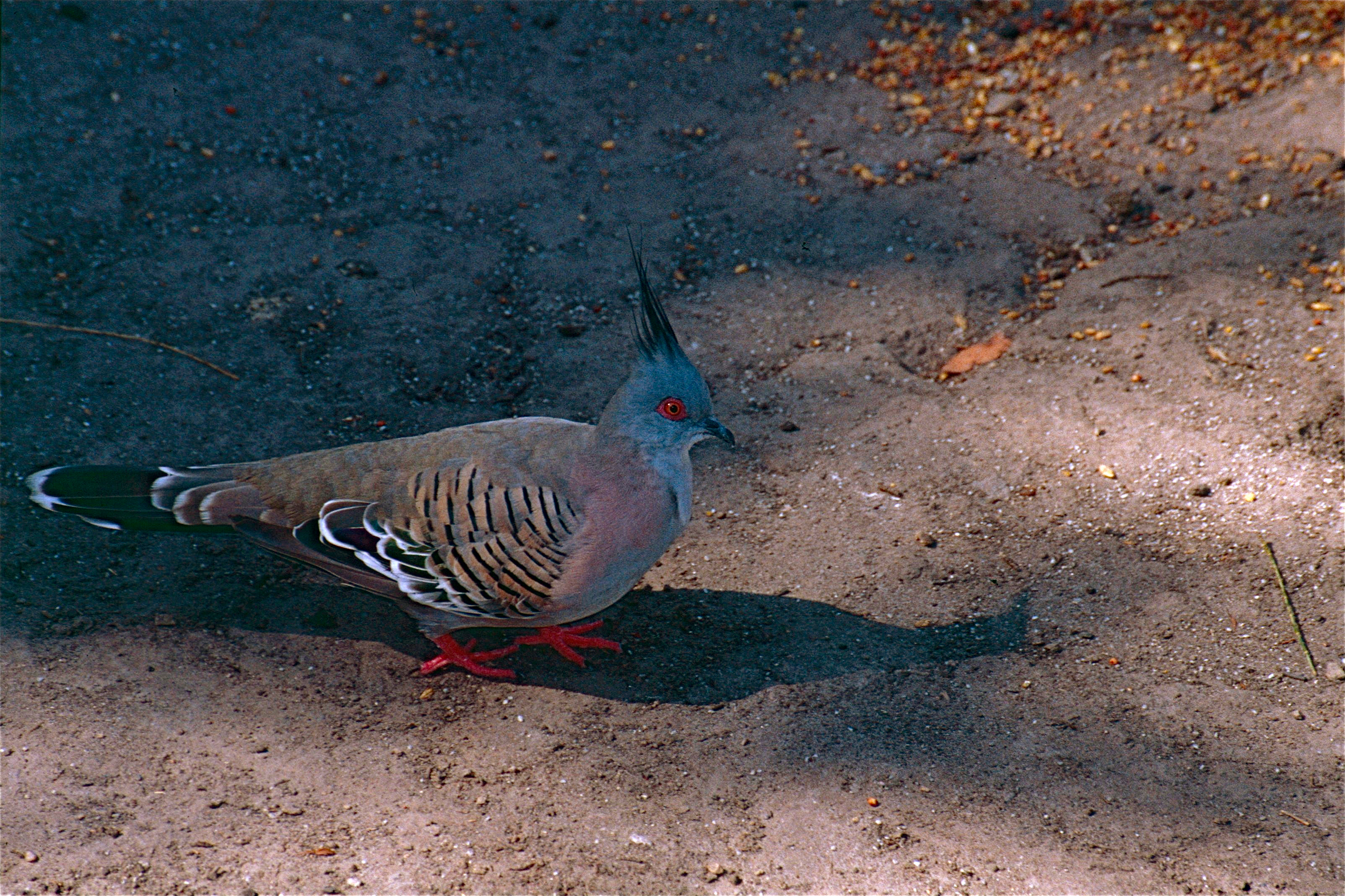
Spitzschopftaube
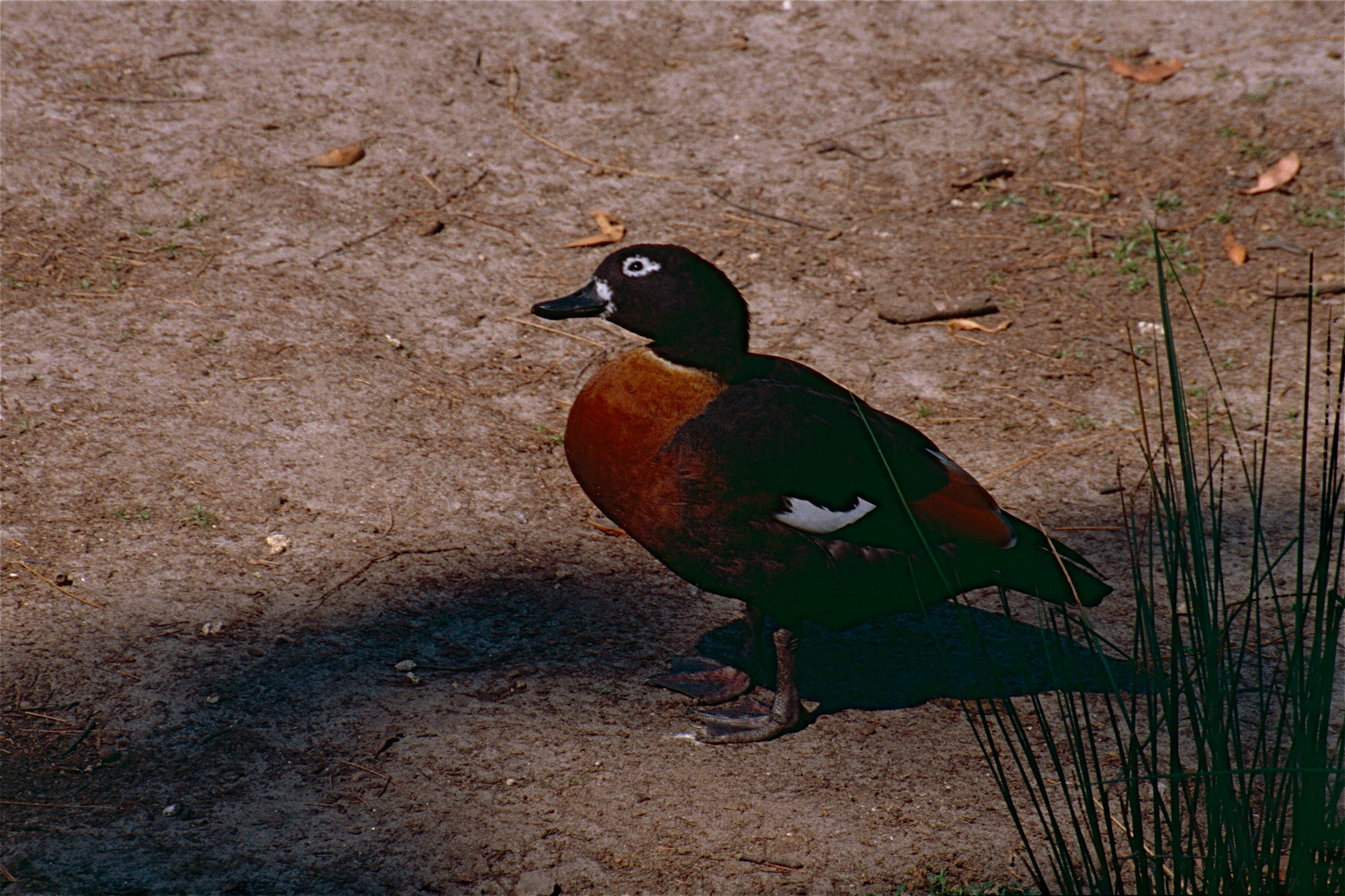
Australische Kasarka
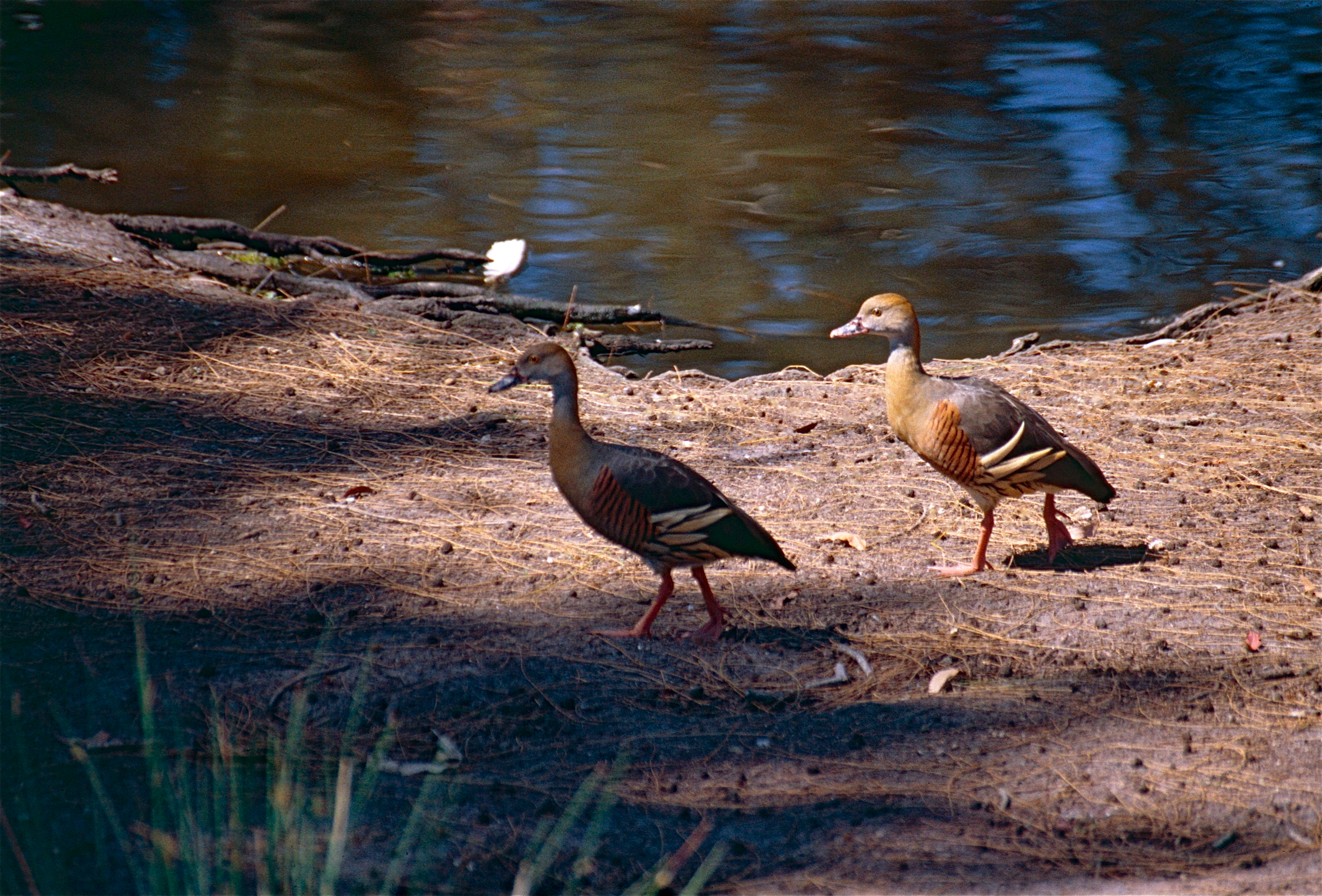
Sichelpfeifgänse